# Aeduellidae
Aeduellidae (лат.) — семейство вымерших лучепёрых рыб из отряда палеонискообразных или, по другой классификации, из монотипического отряда Aeduelliformes Heyler, 1969.

## Классификация
- Род Bourbonnella Heyler, 1969
  - Bourbonnella jocelynae Mickle, 2011 — каменноугольный период, около 315 млн лет назад, Юта, США. Вид описан на основе полного скелета[2]. Вторая находка из Нью-Мексико, США.
- Род Aeduella Westoll, 1937 — пермский период, Чехия, Франция.